# Sant Martí Sesgueioles
Sant Martí Sesgueioles és un municipi de la comarca de l'Anoia dins de la comarca històrica de l'Alta Segarra. Té 360 habitants (2024) i amb una superfície de 3,9 km² és el segon municipi més petit de la comarca.
El topònim prové d'una contracció de ses esglesioles, «les esglesietes». En els primers censos del segle xix es va castellanitzar com San Martín Sasgayolas. El 1933 es va recuperar el català Sant Martí de Sesgleioles, escurçat el 1937 a Sesgleioles en el context revolucionari contra l'hagiotoponímia. Durant el franquisme es va tornar a castellanitzar fins al 1983.

## Geografia
- Llista de topònims de Sant Martí Sesgueioles (Orografia: muntanyes, serres, collades, indrets..; hidrografia: rius, fonts...; edificis: cases, masies, esglésies, etc)

El municipi de Sant Martí Sesgueioles està ubicat a la Catalunya Central, a l'altiplà de la Segarra. L'altitud mitjana del terme és de 646 metres sobre el nivell del mar. El terme de Sant Martí és el més petit de l'Alta Segarra.
El terme municipal limita, des del nord i seguint el sentit de les agulles del rellotge amb els municipis de Calaf, els Prats de Rei i Pujalt.
| Calaf  | Calaf            | Els Prats de Rei |
| Pujalt | Rosa dels vents  | Els Prats de Rei |
| Pujalt | Els Prats de Rei | Els Prats de Rei |

## Punts d'interès

### Campanar de l'església del Puig
El campanar de l'església del Puig és de forma quadrangular, i formava part de la primitiva Església del Puig. Per això, quan aquesta fou enderrocada en el segle xviii i la bastiren al bell mig del poble, el vell cloquer quedà orfe de l'Església i, encara avui, com es pot observar, resta solitari.
El seu origen hem de cercar-lo al segle xvi, concretament l'any 1550. La forma que presenta actualment com a obra acabada data de l'any 1708, en què el mestre Joan Reinald l'enlairà vint-i-nou pams, segons un projecte anterior ideat pel mestre de cases Marc Godier, el 1962.
És digne fer menció de la Festa de les Campanes, ja que llavors el 
campana restava orfe. Es va celebrar l'any 1962 i va ser un bell i 
delicat regal de la família Vidal, assentats a Madrid, però fills de 

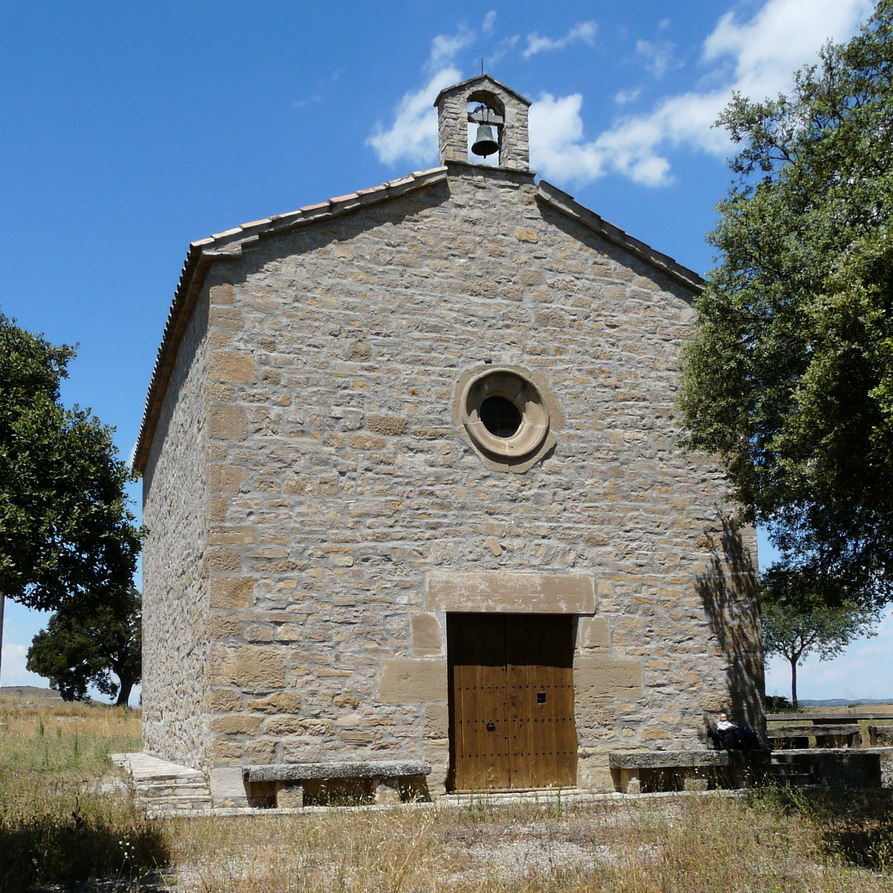
Capella de Sant Valentí.

Sant Martí.

### Capella de Sant Valentí
Sant Valentí de Vilallonga és una capella inclosa a l'Inventari del Patrimoni Arquitectònic de Catalunya. L'església parroquial de Sant Martí té la curiositat de tenir el campanar a l'altra banda del poble a mig pendent del Puig. Aquest 
campanar ara aïllat, es feu amb l'església antiga del 1550.

### Capella del Roser
La capella de la Mare de Déu del Roser és una construcció de pedra força ben treballada, modesta, que ofereix un caire 
de seriositat i de bona impressió al visitant.
S'alçà durant el segle xvii mercès al finançament que, en bona part, 
prové de la família Dalmases, un dels cognoms més il·lustres amb què 
compta el poble de Sant Martí. Inclús un membre d'aquesta família arribà
a nivell de noble.
El 1647 es promou la Fundació de la Capella del Roser, essent rector 
de la parròquia Mn. Antoni Tomàs, natural de Conill. El 27 de novembre
de 1674, Pau Dalmases, que ja residia a Barcelona, institueix un 
Benefici sota la invocació de la Mare de Déu del Roser.

### Església de Sant Martí
L'església de Sant Martí és una construcció del segle xviii, iniciada el 6 de juny de 1779 i acabada el 1783. El temple, un bell edifici d'una espinosa nau, amb quatre 
capelles per banda i tribunes a nivell de cor, és un dels més grans i proporcionats de la comarca.
Durant la construcció s'obtingué permís per enterrar l'Església antiga, tanmateix se n'aprofitaren el sumptuós retaule barroc de l'altar
principal, quatre relleus, una pica raconera i la figura de Sant 
Miquel, situada avui a la part exterior lateral i que dona nom al carrer
del mateix Sant. El preciós retaule no sobrevisqué als estralls de la Guerra Civil, del 1936-1939, i fou destruït. L'altar major actual, obra de l'arquitecte Miquel Pallàs, fou inaugurat el 16 d'agost de 1953.

## Política i govern
Sant Martí Sesgueioles ha tingut en època democràtica els alcaldes i alcaldesses següents:
| Període     | Alcalde o alcaldessa      | Partit polític                                    | Data de possessió | Observacions |
| ----------- | ------------------------- | ------------------------------------------------- | ----------------- | ------------ |
| 1979–1983   | Ramon Gasso Albareda      | Independents                                      | 19/04/1979        | --           |
| 1983–1987   | Andreu Navas Moreno       | Logotip de CIU                                    | 28/05/1983        | --           |
| 1987–1991   | Andreu Navas Moreno       | Logotip de CIU                                    | 30/06/1987        | --           |
| 1991–1995   | Andreu Navas Moreno       | Logotip del PSC-PM                                | 15/06/1991        | --           |
| 1995–1999   | Josep Piqué Solé          | Independents                                      | 17/06/1995        | --           |
| 1999–2003   | Maria Neus Soler Galobart | Logotip de CIU                                    | 03/07/1999        | --           |
| 2003–2007   | Josep Piqué Solé          | Logotip de CIU                                    | 14/06/2003        | --           |
| 2007–2011   | Jesús Torrens Garriga     | Logotip de Grup d'Acció per Prats-Acord Municipal | 16/06/2007        | --           |
| 2011–2015   | Jesús Torrens Garriga     | Logotip de Grup d'Acció per Prats-Acord Municipal | 11/06/2011        | --           |
| 2015–2019   | Rosa Narbona Agustín      | Logotip de Grup d'Acció per Prats-Acord Municipal | 13/06/2015        | --           |
| 2019-2023   | Rosa Narbona Agustín      | Logotip de Grup d'Acció per Prats-Acord Municipal | 15/06/2019        | --           |
| Des de 2023 | Marina Graells Adell      | Logotip de Grup d'Acció per Prats-Acord Municipal | 17/06/2023        | --           |

## Demografia
Sant Martí Sesgueioles té un total de 395 habitants, dels quals 200 són homes i 195 dones, segons dades del 2014 de l'INE. El municipi ha sofert una notable davallada de població des de principis del segle xx. 

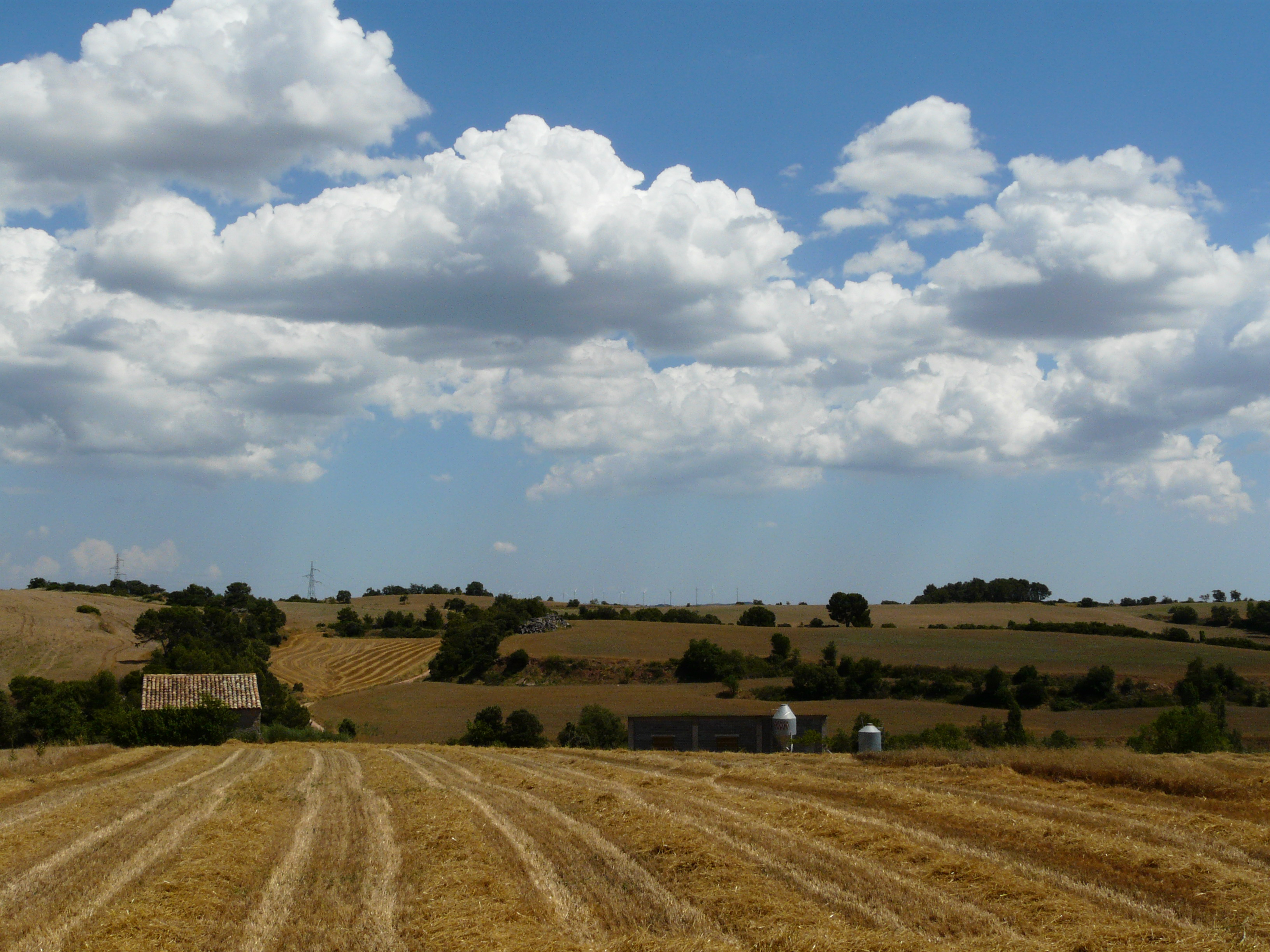
Camp d'ordi segat al terme de Sant Martí

| 1497 f | 1515 f | 1553 f | 1717 | 1787 | 1857 | 1877 | 1887 | 1900 | 1910 |
| ------ | ------ | ------ | ---- | ---- | ---- | ---- | ---- | ---- | ---- |
| 16     | 18     | 22     | 150  | 257  | 811  | 843  | 698  | 568  | 587  |

| 1920 | 1930 | 1940 | 1950 | 1960 | 1970 | 1981 | 1990 | 1992 | 1994 |
| ---- | ---- | ---- | ---- | ---- | ---- | ---- | ---- | ---- | ---- |
| 606  | 565  | 597  | 581  | 585  | 510  | 415  | 376  | 358  | 358  |

| 1996 | 1998 | 2000 | 2002 | 2004 | 2006 | 2008 | 2010 | 2012 | 2014 |
| ---- | ---- | ---- | ---- | ---- | ---- | ---- | ---- | ---- | ---- |
| 371  | 355  | 342  | 356  | 341  | 361  | 376  | 381  | 373  | 395  |

| 2016 | 2018 | 2020 | 2022 | 2024 | 2026 | 2028 | 2030 | 2032 | 2034 |
| ---- | ---- | ---- | ---- | ---- | ---- | ---- | ---- | ---- | ---- |
| 371  | 344  | 342  | 361  | 360  | -    | -    | -    | -    | -    |

## Economia
L'economia del municipi es basa principalment en l'agricultura (blat i ordi) la ramaderia i la mineria.

## Comunicacions
Per arribar a aquest municipi existeixen diverses vies d'accés tant per via ferroviària com per turismes, i són les següents:
- Per la carretera comarcal BV-1001 que va de Calaf fins a Sant Guim de Freixenet.
- A través de la línia ferroviària de RENFE que va des de Manresa fins a Lleida.